# Aya Tarek
Aya Tarek (in arabo آية طارق‎?آ); Alessandria d'Egitto, 1989) è un'artista egiziana.

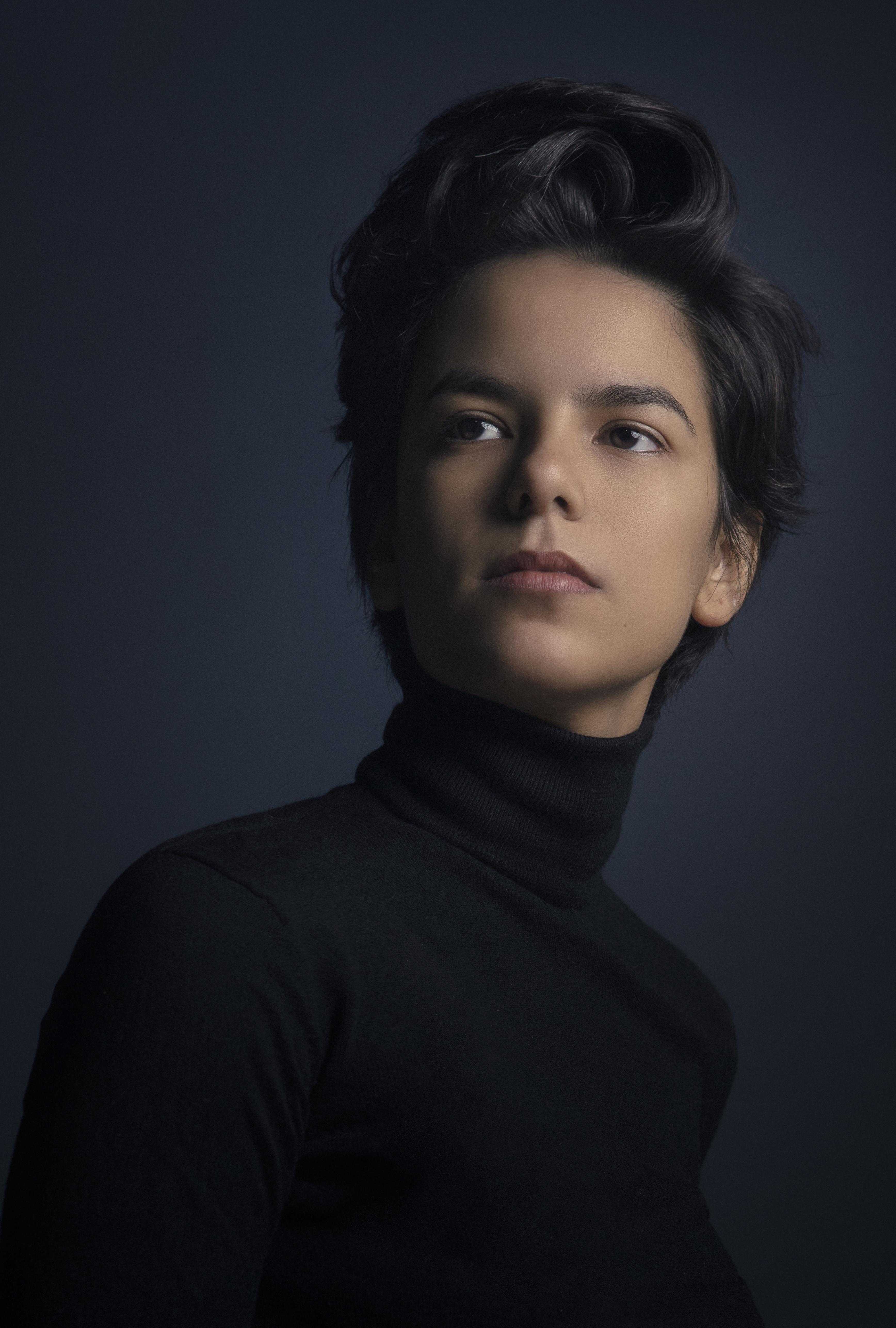
Aya Tarek

L’arte di Tarek si compone principalmente di street art o graffiti e pittura. Sebbene la street art in Egitto abbia guadagnato molta attenzione internazionale dopo la rivoluzione del 2011, Tarek ha iniziato a condividere la sua street art sui muri di Alessandria nel 2008, quando aveva 18 anni. Tarek produce anche murales per interni che secondo lei la aiutano a essere presa più sul serio come artista. Tuttavia, sottolinea completamente l'importanza della street art perché è accessibile a chiunque che voglia prendere tutto ciò di cui ha bisogno dal lavoro.

## Biografia
È nata nel 1989, suo nonno era un artigiano. Nel 2008 ha iniziato a fare graffiti.
Tarek è considerata da molti la prima artista di strada androgina in Egitto.
È comparsa in un film di Ahmed Abdallah intitolato Microfono, che esplora la scena artistica di Alessandria fino alla rivoluzione del 2011  In uno dei suoi pezzi, "How to fuck your mind", Tarek ritrae l'ascesa istantanea di un artista di graffiti e la sua caduta. Il film d'animazione include le esperienze personali di Tarek con i media e come l'hanno influenzata. Critica schietta, Tarek utilizza molteplici luoghi d'arte incentrati sui graffiti per esprimere le sue opinioni e condividerle con gli altri negli spazi pubblici. Spiega la sua filosofia, affermando che i graffiti "non riguardano l'essere ricchi o avere uno spazio appartato". Tarek ha un forte seguito su Facebook e diversi blog egiziani.
Nell'autunno del 2012, Tarek ha partecipato a una mostra a Beirut chiamata White Wall, che ha riunito artisti di graffiti da tutto il mondo. La mostra è stata organizzata dal Beirut Art Center in collaborazione con la Fondazione Saradar e comprendeva una mostra al Beirut Art Center e opere esposte per le strade di Beirut. Aya Tarek descrive la sua esperienza qui come estremamente libera e gli altri artisti non dovevano attenersi a un solo messaggio durante la creazione di questo muro. Molti artisti diversi da tutto il mondo vi si sono recati per lavorare in uno spazio libero dal giudizio.
Sebbene il lavoro di Tarek sia visto come parte di un'agenda politica, lei afferma che "la maggior parte di noi non è realmente politica; [noi] artisti ... non riguardiamo la politica, né la nostra arte. Parliamo di stile e tecnica. Non si tratta di pesanti argomenti politici"  Afferma che dopo la rivoluzione, la visione dell'Egitto da parte dell'Occidente è cambiata drasticamente, motivo per cui molti artisti hanno ritratto ideali politici nelle loro opere.
Aya Tarek sottolinea l'importanza della street art, soprattutto in Egitto. Parla di come sia estremamente disponibile alla visione del pubblico, nonostante la vasta censura che si verifica nel suo paese. Afferma: "La strada è per tutti". Si considera un'artista sperimentale e pratica una vasta libertà creativa nel suo lavoro.